# Gud, du är kärleksrik och god
Gud, du är kärleksrik och god är en psalm med text skriven av Johan Hjertén.

## Publicerad i
- 1819 års psalmbok som nr 234 under rubriken "Kristligt sinne och förhållande".[1]